# Martin Tomczyk

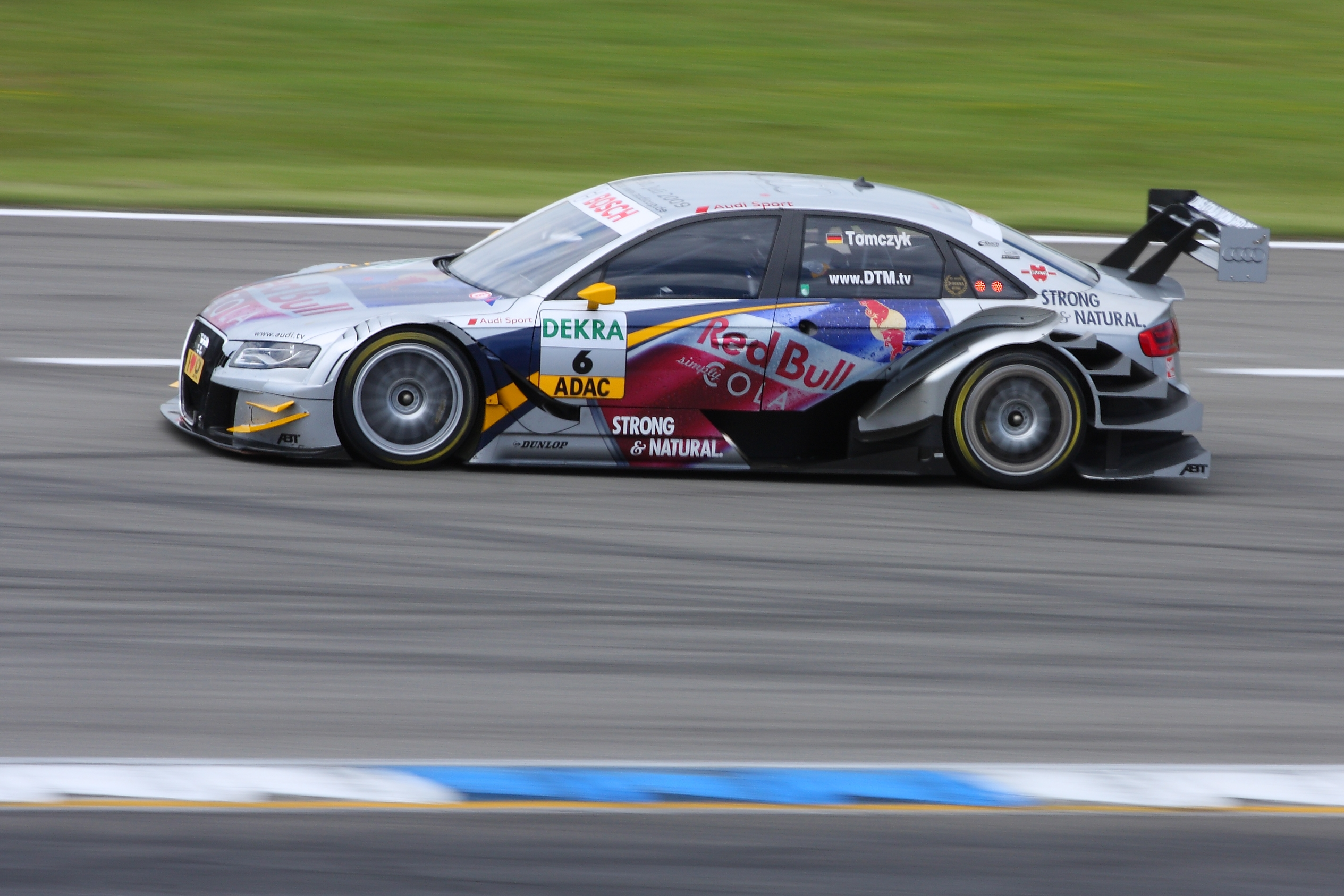
2009-ben a német túraautó-bajnokság egy futamán

Martin Tomczyk (Rosenheim, 1981. december 7. –) német autóversenyző, a 2011-es DTM-szezon bajnoka.

## Pályafutása
Pályafutását gokartozással kezdte, majd a Formula BMW, valamint a Német Formula–3-as bajnokságban versenyzett.
2001-től egészen 2016-ig a Német túraautó-bajnokság állandó résztvevője volt. 2011-ben amikor utolsó szezonját teljesítette az Audi-nál, akkor megnyerte a szériát. Az év összes futamát pontot szerzett és sosem végzett a TOP5-ön kívül. 2016-ban, 16 évnyi szereplés után bejelentette a DTM-ből való visszavonulását. 2017-re az amerikai Hosszútávú-sorozatba, a WeatherTech SportsCar bajnokságba szerződött, ahol a GT Le Mans kategóriában szintén a BMW-t erősítette. A szezon folyamán egy futamot nyert és négyszer állhatott pódiumra. Részt vett a 2018–19-es Hosszútávú-világbajnokság szuper-szezonjában a BMW Team MTEK színeiben, állandó csapattársa Nicky Catsburg, valamint csak a Le Mans-i versenyeken induló, Philipp Eng lett.  Legjobb eredményük, egy a Sebringi 1000 mérföldesen szerzett 2. helyezés. A német gyártó 2019-ben bejelentette, hogy mindössze egy év után elhagyják a sorozatot, ugyanis az eredmények nem a várt forgatókönyvet hozták.

## Eredményei

### Karrier összefoglaló
| Év      | Bajnokság                          | Csapat                | Verseny | Győzelem | Pole | Leggyorsabb kör | Dobogó | Pont | Helyezés |
| ------- | ---------------------------------- | --------------------- | ------- | -------- | ---- | --------------- | ------ | ---- | -------- |
| 2000    | Német Formula–3-as bajnokság       | Opel Team KMS         | 18      | 0        | 0    | 0               | 0      | 49   | 12.      |
| 2001    | DTM                                | Abt Sportsline Junior | 20      | 0        | 0    | 1               | 1      | 23   | 13.      |
| 2002    | DTM                                | Abt Sportsline        | 18      | 1        | 1    | 0               | 2      | 7    | 9.       |
| 2003    | DTM                                | Abt Sportsline Junior | 9       | 0        | 0    | 0               | 0      | 1    | 16.      |
| 2004    | DTM                                | Abt Sportsline        | 10      | 0        | 2    | 0               | 4      | 39   | 5.       |
| 2005    | DTM                                | Abt Sportsline        | 11      | 0        | 0    | 1               | 0      | 10   | 13.      |
| 2006    | DTM                                | Abt Sportsline        | 10      | 1        | 1    | 0               | 3      | 42   | 4.       |
| 2007    | DTM                                | Abt Sportsline        | 10      | 2        | 2    | 2               | 4      | 40   | 3.       |
| 2008    | DTM                                | Abt Sportsline        | 11      | 0        | 0    | 1               | 1      | 32   | 7.       |
| 2009    | DTM                                | Abt Sportsline        | 10      | 1        | 1    | 0               | 4      | 35   | 6.       |
| 2010    | DTM                                | Abt Sportsline        | 11      | 0        | 0    | 0               | 0      | 20   | 8.       |
| 2011    | DTM                                | Audi Team Phoenix     | 10      | 3        | 1    | 1               | 8      | 72   | 1.       |
| 2012    | DTM                                | BMW Team RMG          | 10      | 0        | 0    | 1               | 3      | 69   | 8.       |
| 2013    | DTM                                | BMW Team RMG          | 10      | 0        | 0    | 0               | 0      | 10   | 19.      |
| 2014    | DTM                                | BMW Team Schnitzer    | 10      | 0        | 0    | 1               | 1      | 49   | 6.       |
| 2015    | DTM                                | BMW Team Schnitzer    | 17      | 0        | 0    | 0               | 0      | 27   | 19.      |
| 2016    | DTM                                | BMW Team Schnitzer    | 18      | 0        | 0    | 0               | 0      | 16   | 21.      |
| 2016    | Blancpain GT Endurance kupa        | BMW Team Italia       | 1       | 0        | 0    | 0               | 0      | 0    | HN       |
| 2016    | Blancpain GT Endurance kupa        | Rowe Racing           | 1       | 0        | 0    | 0               | 0      | 0    | HN       |
| 2016    | ADAC GT Masters                    | Schubert Motorsport   | 4       | 0        | 0    | 0               | 0      | 14   | 35.      |
| 2017    | WeatherTech SportsCar Championship | BMW Team RLL          | 11      | 1        | 0    | 0               | 4      | 284  | 7.       |
| 2018    | WeatherTech SportsCar Championship | Turner Motorsport     | 1       | 0        | 0    | 0               | 0      | 17   | 58.      |
| 2018–19 | WEC                                | BMW Team MTEK         | 8       | 0        | 0    | 0               | 1      | 53   | 14.      |
| 2019    | Blancpain GT Endurance kupa        | BMW Team Schnitzer    | 1       | 0        | 0    | 0               | 0      | 4    | 30.      |
| 2019    | Intercontinental GT Challenge      | BMW                   | 5       | 0        | 1    | 0               | 0      | 38   | 12.      |

### Teljes DTM eredménylistája
(Táblázat értelmezése)

(Félkövér: pole-pozícióból indult; dőlt: leggyorsabb kört futott) 

| Év   | Csapat                | 1         | 2         | 3          | 4         | 5         | 6          | 7         | 8         | 9         | 10        | 11        | 12       | 13        | 14        | 15        | 16        | 17        | 18        | 19        | 20        | Helyezés | Pont |
| ---- | --------------------- | --------- | --------- | ---------- | --------- | --------- | ---------- | --------- | --------- | --------- | --------- | --------- | -------- | --------- | --------- | --------- | --------- | --------- | --------- | --------- | --------- | -------- | ---- |
| 2001 | Abt Sportsline Junior | HOC QR 20 | HOC CR Ki | NÜR QR 2   | NÜR CR 4  | OSC QR 10 | OSC CR 20† | SAC QR 21 | SAC CR 7  | NOR QR 16 | NOR CR 10 | LAU QR Ki | LAU CR 6 | NÜR QR 9  | NÜR CR Ki | A1R QR Ki | A1R CR Ki | ZAN QR 16 | ZAN CR Ki | HOC QR Ki | HOC CR 16 | 13.      | 23   |
| 2002 | Abt Sportsline        | HOC QR 1  | HOC CR Ki | ZOL QR 21† | ZOL CR Ki | DON QR 2  | DON CR Ki  | SAC QR 4  | SAC CR Ki | NOR QR Ni | NOR CR Ni | LAU QR 5  | LAU CR 9 | NÜR QR 10 | NÜR CR 5  | A1R QR 6  | A1R CR Ki | ZAN QR 11 | ZAN CR 18 | HOC QR Ki | HOC CR Ki | 11.      | 7    |
| 2003 | Abt Sportsline Junior | HOC 12    | ADR Ki    | NÜR 18     | LAU Ni    | NOR 18    | DON Ki     | NÜR Ki    | A1R 8     | ZAN Ki    | HOC 13    |           |          |           |           |           |           |           |           |           |           | 16.      | 1    |
| 2004 | Abt Sportsline        | HOC 5     | EST 3     | ADR 8      | LAU 14    | NOR 5     | SHA1 Ki    | NÜR Ki    | OSC 2     | ZAN 2     | BRN Ki    | HOC 2     |          |           |           |           |           |           |           |           |           | 5.       | 39   |
| 2005 | Abt Sportsline        | HOC Ki    | LAU 12    | SPA 6      | BRN 14    | OSC Ki    | NOR 5      | NÜR 11    | ZAN 6     | LAU 10    | IST 16†   | HOC Ki    |          |           |           |           |           |           |           |           |           | 13.      | 10   |
| 2006 | Abt Sportsline        | HOC 7     | LAU 8     | OSC 6      | BRH 4     | NOR 16†   | NÜR 3      | ZAN 3     | CAT 1     | BUG 4     | HOC 5     |           |          |           |           |           |           |           |           |           |           | 4.       | 42   |
| 2007 | Abt Sportsline        | HOC 2     | OSC 5     | LAU 9      | BRH 2     | NOR Ki    | MUG Ki     | ZAN 1     | NÜR 1     | CAT Ki    | HOC 9     |           |          |           |           |           |           |           |           |           |           | 3.       | 40   |
| 2008 | Abt Sportsline        | HOC 5     | OSC 2     | MUG 17     | LAU 4     | NOR Ki    | ZAN 4      | NÜR Ki    | BRH 5     | CAT 4     | BUG Ki    | HOC 8     |          |           |           |           |           |           |           |           |           | 7.       | 32   |
| 2009 | Abt Sportsline        | HOC Ki    | LAU Ki    | NOR 11     | ZAN 4     | OSC 3     | NÜR 1      | BRH 3     | CAT 3     | DIJ 7     | HOC Ki    |           |          |           |           |           |           |           |           |           |           | 6.       | 35   |
| 2010 | Abt Sportsline        | HOC 17†   | VAL Kiz   | LAU 6      | NOR 8     | NÜR 13    | ZAN 8      | BRH 7     | OSC 8     | HOC 5     | ADR 6     | SHA 4     |          |           |           |           |           |           |           |           |           | 8.       | 20   |
| 2011 | Audi Team Phoenix     | HOC 5     | ZAN 3     | SPL 1      | LAU 1     | NOR 3     | NÜR 5      | BRH 1     | OSC 2     | VAL 3     | HOC 2     |           |          |           |           |           |           |           |           |           |           | 1.       | 72   |
| 2012 | BMW Team RMG          | HOC Ki    | LAU 7     | BRH 4      | SPL 2     | NOR 2     | NÜR 3      | ZAN Ki    | OSC Ki    | VAL Ki    | HOC 14    |           |          |           |           |           |           |           |           |           |           | 8.       | 69   |
| 2013 | BMW Team RMG          | HOC 13    | BRH 14    | SPL Ki     | LAU 19    | NOR Ki    | MSC 17     | NÜR 5     | OSC 20†   | ZAN 11    | HOC 19    |           |          |           |           |           |           |           |           |           |           | 19.      | 10   |
| 2014 | BMW Team Schnitzer    | HOC 7     | OSC 9     | HUN 13     | NOR Ki    | MSC 13    | SPL 4      | NÜR 8     | LAU 8     | ZAN 3     | HOC 7     |           |          |           |           |           |           |           |           |           |           | 6.       | 49   |
| 2015 | BMW Team Schnitzer    | HOC 1 Ki  | HOC 2 4   | LAU 1 12   | LAU 2 11  | NOR 1 6   | NOR 2 11   | ZAN 1 Ki  | ZAN 2 Ki  | SPL 1 Ki  | SPL 2 12  | MSC 1 17  | MSC 2 Ki | OSC 1 8   | OSC 2 20  | NÜR 1 Vi  | NÜR 2 9   | HOC 1 15  | HOC 2 10  |           |           | 19.      | 27   |
| 2016 | BMW Team Schnitzer    | HOC 1 12  | HOC 2 9   | SPL 1 5    | SPL 2 19  | LAU 1 Ki  | LAU 2 18   | NOR 1 12  | NOR 2 10  | ZAN 1 19  | ZAN 2 11  | MSC 1 21  | MSC 2 23 | NÜR 1 16  | NÜR 2 12  | HUN 1 23  | HUN 2 9   | HOC 1 20  | HOC 2 10  |           |           | 21.      | 16   |

† A versenyt nem fejezte be, de helyezését értékelték, mert a versenytáv több, mint 75%-át teljesítette.

### Teljes WeatherTech SportsCar Championship eredménysorozata
(Táblázat értelmezése)

(Félkövér: pole-pozícióból indult; dőlt: leggyorsabb kört futott) 

| Év   | Csapat            | Osztály | Autó        | Motor              | 1      | 2     | 3     | 4     | 5     | 6     | 7     | 8     | 9     | 10    | 11    | Helyezés | Pont |
| ---- | ----------------- | ------- | ----------- | ------------------ | ------ | ----- | ----- | ----- | ----- | ----- | ----- | ----- | ----- | ----- | ----- | -------- | ---- |
| 2017 | BMW Team RLL      | GTLM    | BMW M6 GTLM | BMW 4.4 L Turbo V8 | DAY 11 | SEB 9 | LBH 7 | COA 3 | WGL 8 | MOS 2 | LIM 3 | ELK 7 | VIR 9 | LGA 1 | PET 9 | 7.       | 284  |
| 2018 | Turner Motorsport | GTD     | BMW M6 GT3  | BMW 4.4 L Turbo V8 | DAY 14 | SEB   | MDO   | DET   | WGL   | MOS   | LIM   | ELK   | VIR   | LGA   | PET   | 58.      | 17   |

### Le Mans-i 24 órás autóverseny
| Év   | Csapat        | Csapattárs                | Autó       | Kategória | Kör | Összetett Helyezés | Kategória Helyezés |
| ---- | ------------- | ------------------------- | ---------- | --------- | --- | ------------------ | ------------------ |
| 2018 | BMW Team MTEK | Nick Catsburg Philipp Eng | BMW M8 GTE | GTE Pro   | 332 | 33.                | 11.                |
| 2019 | BMW Team MTEK | Nick Catsburg Philipp Eng | BMW M8 GTE | GTE Pro   | 309 | 49.                | 14.                |

### Teljes FIA World Endurance Championship eredménysorozata
(Táblázat értelmezése)

(Félkövér: pole-pozícióból indult; dőlt: leggyorsabb kört futott) 

| Év      | Csapat        | Osztály   | Kasztni    | Motor                  | 1     | 2     | 3     | 4     | 5     | 6     | 7     | 8      | Helyezés | Pont |
| ------- | ------------- | --------- | ---------- | ---------------------- | ----- | ----- | ----- | ----- | ----- | ----- | ----- | ------ | -------- | ---- |
| 2018–19 | BMW Team MTEK | LMGTE Pro | BMW M8 GTE | BMW S63 4.0 L Turbo V8 | SPA 8 | LMS 9 | SIL 5 | FUJ 7 | SHA 8 | SEB 2 | SPA 9 | LMS 15 | 14.      | 53   |

* A szezon jelenleg is zajlik.